# Vanilină
Vanilina este un compus organic cu formula moleculară C8H8O3. Este un compus cu funcțiuni mixte, conținând grupe aldehidă, hidroxil și eter. Este componenta primară a extractului de vanilie. Vanilina sintetică este utilizată mai des decât extractul natural de vanilie, fiind o aromă adăugată în alimente, băuturi.